# محمود کریمی نوری
محمود کریمی نوری بازرگان و تاجر و معاون نخست‌وزیر و رئیس بنیاد مستضعفان انقلاب اسلامی (۱۳۶۱–۱۳۶۰) در دولت میرحسین موسوی بود. وی به مدت کمتر از یک سال نیز رئیس بنیاد امور مهاجرین جنگ تحمیلی بود.
او به اتفاق توکلی بینا، علی شفیعی، برهمند، مهدی عراقی کمیته و هیئت اجرایی بنیاد مستضعفان را تشکیل دادند.
وی در حال حاضر از اعضای هیئت مدیره بنیاد فرهنگی آئین روشن وابسته به بنیاد نور زیر نظر محسن رفیق‌دوست است.